# Clasificación americana para la Copa Mundial de Rugby de 2015
En la fase americana de la Clasificación para la Copa Mundial de Rugby, un equipo se ha clasificado directamente sin necesidad de fase de clasificación, dos equipos se clasificarán tras una fase previa, y otros cuatro equipos competirán para entrar en un playoff mundial por una última plaza en la Copa del Mundo.
La fase de clasificación para la zona de las Américas es la siguiente:
1. Argentina que se ha clasificado automáticamente, al pasar la fase de grupos de la Copa Mundial de Rugby de 2011.
2. Canadá y EE. UU. jugarán una eliminatoria a doble partido en 2013; el ganador de esta eliminatoria se clasificará para la Copa Mundial de Rugby de 2015 con la plaza de Américas 1, quedando situado en el grupo D.
3. El perdedor de la anterior eliminatoria jugará una eliminatoria a doble partido contra el ganador del campeonato sudamericano de 2013 del CONSUR; el ganador de esta eliminatoria se clasificará también para la Copa del Mundo con la plaza de Américas 2, quedando encuadrado en el Grupo B.
4. El perdedor de esta eliminatoria se clasificará para el playoff mundial contra equipos de otros continentes.

La fase de clasificación empieza con una serie de torneos regionales. En primer lugar un torneo caribeño, que se desarrolló entre marzo y junio de 2012. El siguiente torneo que se desarrollará será la Sudamericano de Rugby B 2012 (segunda división), en su edición de 2012.
Los dos campeones regionales jugarán una eliminatoria a partido único para decidir que equipo se enfrentará contra el peor clasificado del Sudamericano de Rugby A 2012 en una nueva eliminatoria a partido único del cual saldrá el cuarto participante del Sudamericano de Rugby A 2013. Cada una de las eliminatorias se jugará en el país del equipo con mayor puntuación en el ranking de la IRB, respectivamente.
18 equipos participarán en la fase de clasificación.

## Ronda 1A - Torneo NACRA del Caribe 2012
El Torneo caribeño de 2012 de la NACRA es el primer torneo de clasificación para la Copa Mundial de Rugby de 2015. El torneo enfrenta a nueve miembros de la IRB del Caribe y Norteamérica. Estos equipos son:
Equipos
- Bermudas
- Trinidad y Tobago
- Guyana
- Islas Caimán
- México
- San Vicente y las Granadinas
- Barbados
- Jamaica
- Bahamas

### Grupo A

#### Ronda 1
El equipo ganador, Islas Caimán, avanzó a la Ronda 2 para enfrentarse a Bahamas y a Bermudas.
| Pos | Equipo       | Jugados | Jugados | Jugados | Jugados | Tantos | Tantos | Tantos | Puntos |
| Pos | Equipo       | PJ      | PG      | PE      | PP      | TF     | TC     | Dif.   | Puntos |
| --- | ------------ | ------- | ------- | ------- | ------- | ------ | ------ | ------ | ------ |
| 1   | Islas Caimán | 2       | 1       | 0       | 1       | 64     | 32     | +32    | 6      |
| 2   | México       | 2       | 1       | 0       | 1       | 81     | 60     | +21    | 5      |
| 3   | Jamaica      | 2       | 1       | 0       | 1       | 33     | 86     | -53    | 4      |

Partidos
| 24 de marzo | México | 68 - 14 | Jamaica |  |  |

| 7 de abril | Jamaica | 19 - 18 | Islas Caimán |  |  |

| 21 de abril | Islas Caimán | 46 - 13 | México |  |  |

#### Ronda 2
El ganador, Bermudas, avanzó a la final del torneo de rugby del Caribe de 2012 de la NACRA en la que se enfrentó a Guyana.
| Pos | Equipo       | Jugados | Jugados | Jugados | Jugados | Tantos | Tantos | Tantos | Puntos |
| Pos | Equipo       | PJ      | PG      | PE      | PP      | TF     | TC     | Dif.   | Puntos |
| --- | ------------ | ------- | ------- | ------- | ------- | ------ | ------ | ------ | ------ |
| 1   | Bermudas     | 2       | 2       | 0       | 0       | 23     | 11     | +12    | 8      |
| 2   | Islas Caimán | 2       | 1       | 0       | 1       | 30     | 14     | +16    | 6      |
| 3   | Bahamas      | 2       | 0       | 0       | 2       | 15     | 43     | -28    | 0      |

Partidos
| 19 de mayo | Bermudas | 7 - 3 | Islas Caimán |  |  |

| 26 de mayo | Islas Caimán | 27 - 7 | Bahamas |  |  |

| 9 de junio | Bahamas | 8 - 16 | Bermudas |  |  |

### Grupo B

#### Ronda 1
El ganador, Barbados, avanzó a la ronda 2 para enfrentarse a Guyana y a Trinidad y Tobago.
Partidos
| 7 de abril | San Vicente y las Granadinas | 3 - 34 | Barbados |  |  |

| 21 de abril | Barbados | 51 - 0 | San Vicente y las Granadinas |  |  |

#### Ronda 2
El ganador, Guyana, avanzó a la final del torneo para enfrentarse a Bermudas.
| Pos | Equipo            | Jugados | Jugados | Jugados | Jugados | Tantos | Tantos | Tantos | Puntos |
| Pos | Equipo            | PJ      | PG      | PE      | PP      | TF     | TC     | Dif.   | Puntos |
| --- | ----------------- | ------- | ------- | ------- | ------- | ------ | ------ | ------ | ------ |
| 1   | Guyana            | 2       | 1       | 1       | 0       | 30     | 10     | +20    | 6      |
| 2   | Trinidad y Tobago | 2       | 1       | 0       | 1       | 32     | 23     | +9     | 4      |
| 3   | Barbados          | 2       | 0       | 1       | 1       | 13     | 42     | -29    | 2      |

Partidos
| 5 de mayo | Trinidad y Tobago | 32 - 3 | Barbados |  |  |

| 19 de mayo | Barbados | 10 - 10 | Guyana |  |  |

| 2 de junio | Guyana | 20 - 0 | Trinidad y Tobago |  |  |

### Final del torneo NACRA del Caribe 2012
El ganador, Bermudas, avanzó a la Ronda 1 Final para enfrentarse al ganador del Sudamericano de Rugby B 2012.
| 23 de junio | Bermudas | 18 - 0 | Guyana |  |  |

## Ronda 1B, Sudamericano de Rugby B 2012
El ganador jugará la Ronda 1 final contra Bermudas.
| Pos | Equipo    | Jugados | Jugados | Jugados | Jugados | Tantos | Tantos | Tantos | Puntos |
| Pos | Equipo    | PJ      | PG      | PE      | PP      | TF     | TC     | Dif.   | Puntos |
| --- | --------- | ------- | ------- | ------- | ------- | ------ | ------ | ------ | ------ |
| 1   | Paraguay  | 3       | 3       | 0       | 0       | 196    | 28     | +168   | 9      |
| 2   | Colombia  | 3       | 2       | 0       | 1       | 92     | 66     | +26    | 6      |
| 3   | Venezuela | 3       | 1       | 0       | 2       | 39     | 116    | -77    | 3      |
| 4   | Perú      | 3       | 0       | 0       | 3       | 29     | 146    | -117   | 0      |

Partidos
| 9 de setiembre 14:00 | Paraguay | 54 - 17 | Colombia | Polideportivo Arístides Pineda, Valencia, Venezuela |                                      |
|                      |          | Reporte |          | Árbitro(s): Ricardo Sant'Anna Brasil                | Árbitro(s): Ricardo Sant'Anna Brasil |

| 9 de setiembre 16:00 | Venezuela | 28 - 17 | Perú | Polideportivo Arístides Pineda, Valencia, Venezuela |                                  |
|                      |           | Reporte |      | Árbitro(s): Martín Lugo Paraguay                    | Árbitro(s): Martín Lugo Paraguay |

| 12 de setiembre 14:00 | Paraguay | 69 - 3  | Perú | Polideportivo Arístides Pineda, Valencia, Venezuela |                                      |
|                       |          | Reporte |      | Árbitro(s): Ricardo Sant'Anna Brasil                | Árbitro(s): Ricardo Sant'Anna Brasil |

| 12 de setiembre 16:00 | Venezuela | 3 - 26  | Colombia | Polideportivo Arístides Pineda, Valencia, Venezuela |                                     |
|                       |           | Reporte |          | Árbitro(s): Matías Fresia Argentina                 | Árbitro(s): Matías Fresia Argentina |

| 15 de setiembre 14:00 | Colombia | 49 - 9  | Perú | Polideportivo Arístides Pineda, Valencia, Venezuela |                                      |
|                       |          | Reporte |      | Árbitro(s): Jean Paul Casanova Chile                | Árbitro(s): Jean Paul Casanova Chile |

| 15 de setiembre 16:00 | Venezuela | 8 - 73  | Paraguay | Polideportivo Arístides Pineda, Valencia, Venezuela |                                     |
|                       |           | Reporte |          | Árbitro(s): Matías Fresia Argentina                 | Árbitro(s): Matías Fresia Argentina |

## Ronda 1 Final
El ganador del torneo del Caribe de Rugby de 2012 de la NACRA (Bermudas), se enfrentará en una eliminatoria a partido único al ganador de Sudamericano de Rugby B 2012, siendo el equipo con mayor puntuación en el ranking de la IRB el anfitrión de dicha eliminatoria.
 (pre-match IRB rankings are in parentheses)
| 29 de septiembre de 2012 | Paraguay | 29 - 14 | Bermudas | Club Universitario de Asunción, Asunción, Paraguay, |  |

## Ronda 2
Paraguay, el ganador de la Ronda 1, disputó a Brasil, último clasificado del Campeonato Sudamericano de Rugby A 2012, el derecho a competir en el Campeonato Sudamericano de Rugby A 2013. El partido se disputó frente a unos 10.000 espectadores en São Paulo, Brasil, siendo este el partido de rugby con mayor aforo de la ciudad brasileña.
| 27 de octubre de 2012 | Brasil | 35 - 22 | Paraguay | Estádio Nicolau Alayon, São Paulo, Brasil, |  |

## Ronda 3A, Sudamericano de Rugby A 2013
Uruguay por ser el equipo mejor clasificado en el Sudamericano de Rugby A 2013, sin contar con Argentina que ya está clasificada para la Copa Mundial de Rugby de 2015, avanzó a la Ronda 4.
| Pos | Equipo  | Jugados | Jugados | Jugados | Jugados | Tantos | Tantos | Tantos | Puntos |
| Pos | Equipo  | PJ      | PG      | PE      | PP      | TF     | TC     | Dif.   | Puntos |
| --- | ------- | ------- | ------- | ------- | ------- | ------ | ------ | ------ | ------ |
| 1   | Uruguay | 2       | 2       | 0       | 0       | 81     | 16     | + 65   | 6      |
| 2   | Chile   | 2       | 1       | 0       | 1       | 47     | 45     | + 2    | 3      |
| 3   | Brasil  | 2       | 0       | 0       | 2       | 29     | 96     | - 67   | 0      |

| 27 de abril 18:00 | Chile | 38 - 22 | Brasil | Estadio Germán Becker, Temuco, Chile  |                                       |
|                   |       | Reporte |        | Árbitro(s): Claudio Antonio Argentina | Árbitro(s): Claudio Antonio Argentina |

| 1 de mayo 15:30 | Uruguay | 58 - 7  | Brasil | Estadio Charrúa, Montevideo, Uruguay |                                      |
|                 |         | Reporte |        | Árbitro(s): Juan Silvestre Argentina | Árbitro(s): Juan Silvestre Argentina |

| 4 de mayo 15:30 | Uruguay | 23 - 9  | Chile | Estadio Charrúa, Montevideo, Uruguay     |                                          |
|                 |         | Reporte |       | Árbitro(s): Francisco Pastrana Argentina | Árbitro(s): Francisco Pastrana Argentina |

## Ronda 3B
Estados Unidos y Canadá jugaron una eliminatoria a doble partido. El ganador de esta llave fueron los canadienses que clasificaron directamente para la Copa Mundial de Rugby de 2015 en la plaza de Américas 1, quedando encuadrado en el Grupo D. Estados Unidos se enfrentará a Uruguay en la Ronda 4 por un puesto directo en el mundial.
| 17 de agosto de 2013 | Estados Unidos | 9 - 27 | Canadá | Estadio Blackbaud, Charleston, Carolina del Sur, Estados Unidos, |  |

| 24 de agosto de 2013 | Canadá | 13 - 11 | Estados Unidos | BMO Field, Toronto, Canadá, |  |

## Ronda 4
El equipo perdedor de la eliminatoria entre Estados Unidos y Canadá jugó contra el equipo mejor clasificado en el Sudamericano de Rugby A 2013, sin contar con Argentina, es decir Estados Unidos y Uruguay. La ronda fue de ida y vuelta, un empate más una victoria de Estados Unidos clasificó a este país automáticamente para la Copa Mundial de Rugby de 2015 en la plaza de Américas 2, quedando encuadrado en el Grupo B. Uruguay, en carácter de perdedor de la llave pasará al playoff.
| 22 de marzo de 2014 | Uruguay | 27 - 27 | Estados Unidos | Estadio Charrúa, Montevideo, Uruguay, |  |
|                     |         | Reporte |                |                                       |  |

| 29 de marzo de 2014 | Estados Unidos | 32 - 13 | Uruguay | Fifth Third Bank Stadium, Kennesaw, Georgia, Estados Unidos, |  |
|                     |                | Reporte |         |                                                              |  |